# Ваконе
Вако̀не (на италиански: Vacone) е село и община в Централна Италия, провинция Риети, регион Лацио. Разположено е на 517 m надморска височина. Населението на общината е 365 души (към 2010 г.).